# Alfréd Jindra
Alfréd Jindra (31. března 1930, Praha – 7. května 2006, tamtéž) byl český kanoista, reprezentant Československa, olympionik, který získal bronzovou medaili z Olympijských her.
V Helsinkách 1952 získal bronzovou medaili v závodě jednotlivců na 10 000 metrů. Před LOH 1956 v Melbourne ale onemocněl dětskou obrnou a ochrnul na dolní část těla, zbytek života strávil na invalidním vozíku. Jeho osud popsal spisovatel Ota Pavel.
Byl redaktorem Českého rozhlasu. Byl otcem dvou dětí, Evženie (1955) a Karla (1965).